# 卧佛寺 (东城区)
卧佛寺，位于北京市东城区东花市南里东区甲8号，是一座汉传佛教寺院。该寺也是北京市东城区普查登记文物。

## 简介
卧佛寺又名崇兴寺。创建于明朝，清朝乾隆三十一年（1766年）重修。卧佛寺因后殿有一尊巨大的木雕卧佛而得名。该卧佛长一丈二尺（7.40米），有十三尊佛像环立在卧佛肩背后。旧时农历五月初一至初五，卧佛寺举办庙会。寺后墙外曾为跑马场。中华人民共和国成立后，卧佛寺曾为北京琉璃器皿厂和东花市玉器厂占用。1960年代初，卧佛寺被街道工厂东花市玉器厂所占，该卧佛乃移至大慧寺，残损严重，1983年又移至法源寺藏经阁下层保存并修复，这是北京市内现存最大的一尊明代木雕像。卧佛寺后来由北京市第五十九中学占用，保存较完整。
卧佛寺没有碑记，仅在西廊有一口铁钟，为明朝正德年间铸造。相传寺内西廊下有一口铁钟，铸于明朝正德戊辰年（1508年），因钟声清脆幽美，故该寺又称妙音寺（这尚待考证）。又据说该钟原先并不属于该寺，是从其他地方移来的。
卧佛寺离蒜市口曹雪芹家“十七间半房”很近，据说曹雪芹曾在卧佛寺里小住。
卧佛寺坐北朝南，规模较小。进入山门，便是一座圆形佛殿，内有立佛一尊，为释迦接引像。后殿内供奉巨型木刻卧佛，长一丈二尺，其后环立十三尊佛像，后面的隔扇上绘有佛像。在卧佛迁走时，隔扇也同时移到了智化寺大殿内的同样位置上保存。除了卧佛和隔扇外，卧佛寺其他文物均已无存。
卧佛寺的地址原来是东花市斜街。经过2000年代的角湾危改，东花市斜街被东花市东街取代，卧佛寺的地址变更为东花市南里东区甲8号。东花市南里东区又称本家润园、角湾危改小区。卧佛寺在本家润园A区西部。